# Fungia puishani
Fungia puishani là một loài san hô trong họ Fungiidae. Loài này được Veron & DeVantier mô tả khoa học năm 2000.